# Conjunto de monumentos de Mahabalipuram
O conjunto de monumentos de Mahabalipuram (ou Mamallapuram) é grupo de monumentos hindus dos séculos VII e VIII d.C. na cidade turística de Mahabalipuram, um subúrbio de Chenai, a capital do estado de Tâmil Nadu, no sudeste da Índia, na costa do Coromandel do golfo de Bengala. O conjunto foi construído pelos monarcas do Império Palava e uma parte significativa é constituída por santuários escavados na rocha. Está classificado como Património Mundial desde 1984.
A área é conhecida principalmente pelas suas rathas (templos em forma de biga), mandapas e viaras em cavernas, gigantescos relevos ao ar livre, como é o caso de "Descida do Ganges" (ou "Penitência de Arjuna), e pelo Templo da Costa, com milhares de esculturas que glorificam Xiva. A área classificada inclui o Complexo Principal de Mahabalipuram, o Templo de Mukunda Nayanar, o ratha de Pitari e o ratha de Valian Kuttai.